# 葉素菲
葉素菲（1958年‒），台灣前企業家，因博達案被判刑。

## 早年
葉素菲1958年出生於澎湖縣，成長於臺中縣東勢。曉明女中畢業後，她就讀淡江大學法文系。1981年畢業後，她在一間貿易公司任職業務助理。厭倦繁瑣的工作內容，她前往比利時求學，取得魯汶大學之文憑，以及博士候選人資格。根據《商業周刊》調查，她1982年進入經濟政治社會科學院，並於1983年獲得「開發中國家研究」文憑（diplôme spécial de l'Institut d'études des pays en développement）——屬於學士文憑。由於葉素菲在公開文件上所列之學位為經濟學碩士，她一度被懷疑謊報學歷，但也有報導認為此為英美學制及歐陸文憑制度差異所造成的誤解。

## 早期事業
葉素菲返回台灣後，任職於國貿局等公務機關。1987年離開公務機關，受雇於電腦公司擔任業務，優異的表現使她在短時間內升任協理。1988年，她被一間外商電腦公司發掘，對方希望她負責台灣的業務。她接受提議，並在瑞士商博統台灣分公司擔任總經理，主要業務為電腦週邊及零組件之貿易。

## 博達科技
2009年11月，她被最高法院判刑14年併科罰金新臺幣1.8億，又另因他涉案共須服刑16年8個月確定。她12月8日至士林地檢署報到，發監至桃園女子監獄。因表現良好，2015年改至台中女子外役監獄服刑。她2017年6月申請假釋，但被駁回。雖然2018年1月再度申請通過，但因無力繳納罰金，她繼續易服3年的勞役，直到2021年1月10日方出獄。

## 私人生活
葉素菲在留學期間結識許仟，現佛光大學教授，兩人的婚姻維持十餘年，直到1998年離婚。她與銀行家林華德交往不到一年後，2002年農曆新年前夕結婚。